# Enquête mondiale sur les valeurs
L'enquête mondiale sur les valeurs (World Values Survey) (WVS) est un projet international d'enquêtes sur l'évolution des valeurs et des croyances autour du monde. Le projet est lancé en 1981 par Ronald Inglehart qui, avec Christian Welzel, a mobilisé un réseau international de chercheurs en sciences sociales. À la fin du XXe siècle, c'est l'une des plus vastes enquêtes par sondage jamais réalisées.
Sa branche européenne est l'enquête European Values Study (EVS).

## Le projet

Carte des valeurs, d'après les données de l'Enquête mondiale sur les valeurs de 2004.

Depuis 1981, spécialistes des sciences sociales et des sciences politiques du monde entier mènent cette recherche par des enquêtes nationales représentatives visant à explorer les valeurs et les opinions, leur évolution dans le temps, et les impacts sur les plans social et politique. Cette enquête est renouvelée tous les cinq ans. La dernière enquête a interrogé 130 000 personnes dans 90 pays. 
Le WVS mesure, surveille et analyse le soutien à la démocratie, la tolérance envers les étrangers et les minorités ethniques, le soutien à l'égalité des sexes, rôle de la religion et niveaux de religiosité, impact de la globalisation, attitudes à l'égard de l'environnement, l'éducation, le travail, la famille, la politique, l'identité nationale, la culture, la diversité, l'insécurité et le bien-être de l'individu.
Les données recueillies sont reportées sur une carte culturelle organisée en un nuage de points selon deux axes de valeurs opposées :
verticalement :   valeurs séculières vs valeurs traditionnelles
horizontalement : valeurs de survie vs valeurs d'expression de soi
Les résultats de cette recherche sont utiles pour la conception et le développement des politiques publiques, et aussi pour ceux qui essaient de construire une société civile et des institutions démocratiques dans les pays en voie de développement. Les résultats et les conclusions de ces travaux scientifiques sont aussi fréquemment utilisés par les gouvernements, les chercheurs, les étudiants, les journalistes et les organisations internationales et institutions comme la Banque mondiale et les Nations unies (PNUD et ONU-Habitat). Les données de la World Values Survey, par exemple, sont utilisées afin de mieux comprendre les motivations d'événements comme les Printemps arabes, les émeutes en France en 2005, le génocide au Rwanda en 1994, les guerres yougoslaves et l'agitation politique dans les années 90. 
Romano Prodi, ancien Premier ministre italien et dixième président de la Commission européenne, a déclaré au sujet du travail de la WVS. « Avec la globalisation des marchés mondiaux, il est impératif de comprendre (...) la diversité.  Des personnes avec des croyances et valeurs différents peuvent vivre et travailler ensemble de manière productive, mais pour cela, il est crucial de comprendre et d'apprécier leurs visions du monde. »
Selon une enquête de 2022, même si le taux de pauvreté mondiale est passé de 40% en 1981 à 8% en quarante ans, l'écart irait s'élargissant entre les valeurs occidentales et celles du reste du monde : alors que la laïcité a beaucoup progressé dans les pays occidentaux, l'importance accordée à la religion serait restée relativement stable dans les pays orthodoxes, musulmans et d'Amérique latine. En même temps, le degré de confiance envers les étrangers a beaucoup baissé dans le monde musulman et en Amérique latine alors qu'il a augmenté en Europe. Ces résultats pourraient faire douter de l'existence de valeurs universelles et laisser croire que les valeurs laïques et libérales ne sont pas plus universelles que les valeurs religieuses et le culte de l'autorité, même si les valeurs séculières et de liberté tendent lentement à se répandre. Une autre enquête de 2023 montre d'ailleurs que pour beaucoup de musulmans, la religion est vécue de façon plus personnelle et moins inféodée à la politique.